# Nistagmo
El nistagmo es un movimiento incontrolable e involuntario (voluntario en raros casos) de los ojos. El movimiento puede ser horizontal, vertical, rotatorio, oblicuo o una combinación de estos. El nistagmo está asociado a un mal funcionamiento en las áreas cerebrales que se encargan de controlar el movimiento, pero no se comprende muy bien la naturaleza exacta de estas anomalías. 
Los pacientes con nistagmo a menudo ponen la cabeza en una posición anormal para mejorar su visión, anulando lo más posible el efecto que produce el movimiento de los ojos. El nistagmo también puede darse durante el consumo de éxtasis, fenciclidina (PCP) o ketamina, si bien es en casos muy esporádicos y desaparece con los efectos de dicho psicoestimulante.

## Tipos
El nistagmo se puede dividir en dos grandes tipos: el nistagmo infantil o congénito y el nistagmo adquirido.
El congénito se asocia generalmente con una severa falta de visión, se da en uno de cada cinco mil niños y en el 80 % de los casos es una consecuencia de otras enfermedades o condiciones como el albinismo. El nistagmo congénito ocurre con frecuencia espontáneamente, sin lazos genéticos, aunque a veces la enfermedad sí existe en la historia familiar. Se manifiesta entre las ocho y las doce semanas, aunque se ha documentado en jóvenes, por lo que el término congénito podría no resultar correcto.
El nistagmo se manifiesta también en malformaciones neurológicas congénitas de la unión cráneo espinal, como la malformación de Chiari.  Esta es una de las llamadas enfermedades raras, y localizada en la base del cráneo. El 58 % de los casos de recién nacidos vivos con este mal padecen nistagmo. También está asociado a enfermedades que obtiene el feto in utero de forma transplacentaria, como por ejemplo parasitosis por Toxoplasma gondii, donde las manifestaciones en el sistema nervioso central se reflejan en condiciones patológicas como el nistagmo.
El adquirido se asocia a problemas neurológicos que sobrevienen durante la vida de un adulto, como puede ser una operación cerebral, un tumor, entre otros. El nistagmo puede ser también fisiológico (no patológico), debido a los movimientos del oído interno. Cuando empezamos un movimiento circular, la endolinfa de los canales vestibulares se mueve en sentido opuesto, y los ojos también. Cuando el movimiento cesa, los movimientos compensatorios de los ojos también. Puede ser una manifestación de la enfermedad de Wernicke.
Se ha descrito un tipo de nistagmo ligeramente diferente cuya principal característica es su voluntariedad. Se ha documentado el caso de una mujer de 53 años capaz de producir nistagmo de manera voluntaria.

## Causas
Las causas del nistagmo pueden ser de origen congénito, idiopático, o por un desorden neurológico preexistente. Esta condición también puede ser inducida temporalmente por el efecto de la desorientación (como después de subirse a una montaña rusa) o por ciertos estimulantes o medicamentos (como el alcohol, drogas psicodélicas y drogas disociativas). Esta condición no es específica ni característica de ninguna otra enfermedad. Otras posibles causas son:

### Enfermedades
Algunas de las siguientes enfermedades presentan el nistagmo como signo patológico:
- Aniridia (falta de desarrollo total o parcial del iris)
- Trauma craneal
- Tumor cerebral
- Síndrome de Wallenberg
- Esclerosis múltiple
- Infarto (la causa más común en personas de la tercera edad)

### Estimulantes
- Ebriedad
- Benzodiazepinas
- Barbitúricos
- Ketamina
- Fenciclidina (conocida como PCP)
- Litio
- Anfetaminas

### Otras causas
- Causas no psicológicas
- Enfermedades relacionadas al nervio troclear
- Objetos extraños en el ojo

## Tratamiento
Aunque algunos tipos de nistagmo congénito suelen mejorar con la edad, la mayoría no tiene una cura definitiva, sin embargo, pueden mejorar las repercusiones de la enfermedad con una terapia adecuada.
Se han intentado tratamientos con fármacos y con cirugía, la cirugía es empleada tanto para disminuir la intensidad del nistagmo y con ello mejorar la percepción visual, como para mejorar la posición anómala de la cabeza en caso de que esta se presente.
La terapia visual gimnasia ocular de forma complementaria ha mostrado ser de utilidad. En caso de existir ametropía, el uso de lentes de contacto se ajusta mejor al movimiento ocular evitando así algunas aberraciones prismáticas inducidas por la descentración que hay debido al movimiento de los ojos. Una ventaja de las lentes de contacto es que se mueven con el ojo, mejorando por tanto la calidad de la imagen.
Parte de la rehabilitación consiste en disminuir la ambliopía que genera la enfermedad. Un diagnóstico y tratamiento oportunos preferentemente mediante un equipo multidisciplinario: optometrista, contactólogo, oftalmólogo pediatra, estrabólogo, ortoptista y terapeuta visual es la mejor opción de tratamiento.

## Enfermedad profesional
El nistagmo está reconocido como enfermedad profesional de los mineros, según el cuadro español de enfermedades profesionales. A nivel laboral, una rotación del personal expuesto o reducción de los periodos de exposición puede dilatar esta enfermedad, acompañado de un programa de medicina preventiva.